# Mike Corren
Mike Corren, né le 28 février 1974 à Millicent, est un joueur professionnel de squash représentant l'Australie. Il atteint en février 2004 la 38e place mondiale sur le circuit international, son meilleur classement. Il est champion d'Australie en 2007. Avec sa victoire en juin 2013, il devient le joueur le plus âgé à remporter un tournoi PSA, record amélioré avec une dernière victoire en juin 2017.

## Palmarès

### Titres
- Open de Kuala Lumpur : 2002
- Championnats d'Australie : 2007